# Autocharis purpureiplagialis
Autocharis purpureiplagialis là một loài bướm đêm trong họ Crambidae.